# Panbabilonismo
Il Panbabilonismo è una teoria storica secondo cui l'influenza della cultura mesopotamica è presente in tutte le antiche culture e religioni del mondo. 

## Origine
Con la decifrazione delle tavolette cuneiformi trovate in Mesopotamia emersero gli antichi miti accadici sulla creazione e sul diluvio con importanti punti di somiglianza e di differenza con i racconti biblici. Nell'ultimo quarto del XIX secolo fiorirono gli studi su questi rapporti sia sul fronte degli storici delle religioni che su quello dei biblisti.
I rapporti fra la Bibbia e la cultura babilonese furono diffusi ampiamente da
Friedrich Delitzsch e diedero origine a una serie di studi catalogati come Babel und Bibel streit (controversia Babele e Bibbia).
Il panbabilonismo costituisce la versione estrema di questi studi. Esso fu proposto in Germania all'inizio del XX secolo soprattutto tramite due libri scritti nel 1903 da Hugo Winckler (Himmels und Weltenbild der Babylonier als Grundlage der Weltanschauung und Mythologie aller Völker) e nel 1907 da Alfred Jeremias (Die Panbabylonisten). 
Essi notarono che le mitologie di molti popoli condividono temi astrali e ritennero che essi abbiano avuto una comune radice in Babilonia, dove avrebbe avuto origine sia l'astronomia sia la religione astrologica.

## Superamento
Il panbabilonismo fu severamente criticato sia per aver ipotizzato che i Babilonesi avessero conoscenze astronomiche inverosimili, sia per aver dato spazio a teorie razziste, sia per aver ipotizzato fantasiosi collegamenti di Cristo con divinità babilonesi, come Bel-Marduk, o eroi mitici come Gilgamesh. Il panbabilonismo venne abbandonato dagli studiosi accademici dopo le serrate critiche dell'assiriologo e astronomo Franz Xaver Kugler. Il progredire delle scoperte archeologiche con la scoperta e la traduzione di un numero sempre maggiore di documenti provenienti da Ugarit, Ebla, Egitto, ecc. ha contribuito a creare un quadro più equilibrato dei contributi dei diversi popoli alla cultura antica.